# 샤키라
사키라 이사벨 메바라크 리폴(스페인어: Shakira Isabel Mebarak Ripoll, 1977년 2월 2일 ~ )은 콜롬비아의 싱어송라이터, 음악 프로듀서, 댄서다. 샤키라는 1990년대 초반 라틴 아메리카와 콜롬비아에서 활동하며 알려지게 되었다. 샤키라는 콜롬비아 바랑키야에서 태어나 어렸을 적부터 학교에서 가수로서의 능력을 보여줬고, 중동과 라틴의 영향을 받은 벨리댄스를 췄다. 샤키라는 일상에서 사용하는 스페인어 이외에 유창한 영어, 포르투갈어를 사용하며, 이탈리아어와 프랑스어도 사용하고 있다. 
이후 1995년 샤키라의 첫 정규 음반 "Pies Descalzos"를 발매했고, 라틴 아메리카와 스페인에서 큰 명성을 가져다 주는 계기가 되었다. 그리고 1998년 발매한 두 번째 정규 음반 "Dónde Están los Ladrones?"는 세계적으로 700만 장 이상이 팔리며 성공을 거뒀다. 2001년에는 첫 영어 싱글 "Whenever, Wherever"는 2002년 가장 많이 팔린 싱글 중 하나로 기록되며 세계적인 인기를 얻었고 영어 앨범 "Laundry Service"는 세계적으로 1,300만 장을 팔아치웠다. 4년 후, 샤키라는 두 개의 프로젝트 앨범 "Fijación Oral, Vol. 1"과 "Oral Fixation, Vol. 2"를 발매했다. 이 두개의 앨범 모두 샤키라의 인기를 더욱 높여주었고, 이와 중에 55개의 나라에서 1위를 차지하며 2000년대 최고의 싱글 중 하나로 기록된 "Hips Don't Lie"를 만들어냈다. 2009년에는 여섯 번째 정규 앨범 "She Wolf"를 발매해 세계적으로 300만 장의 판매고를 올렸다. 2010년에는 일곱 번째 정규 앨범 "Sale el Sol"를 발매해 200만장을 팔아치우며 꾸준한 인기를 얻고있다. 같은 해, 샤키라의 노래 "Waka Waka (This Time for Africa)"는 2010 FIFA 월드컵 공식 주제가로 선정되었다.
샤키라는 콜롬비아 출신의 가수 역사상 가장 많은 음반 판매고를 올리고 있는 가수이고, 라틴 아메리카 여자 가수 사상 글로리아 에스테판에 이어 두 번째로 높은 음반 판매량을 기록하고 있는데, 소니 뮤직 엔터테인먼트에 따르면 지금까지 세계적으로 5,000만 장의 음반 판매고를 올리고 있고, 미국에서는 960만 장을 팔아치웠다고한다. 또한 샤키라는 두 번의 그래미상 수상과 일곱 번의 라틴 그래미상 수상, 열두 번의 빌보드 뮤직 어워드 수상을 했다. 또한 골든 글로브상에서 후보로 지명된 적도 있다.
미국 NBC의 리얼리티 인재 발굴 프로그램 《더 보이스》의 코치로 활동하고 있다.

## 젊은 시절

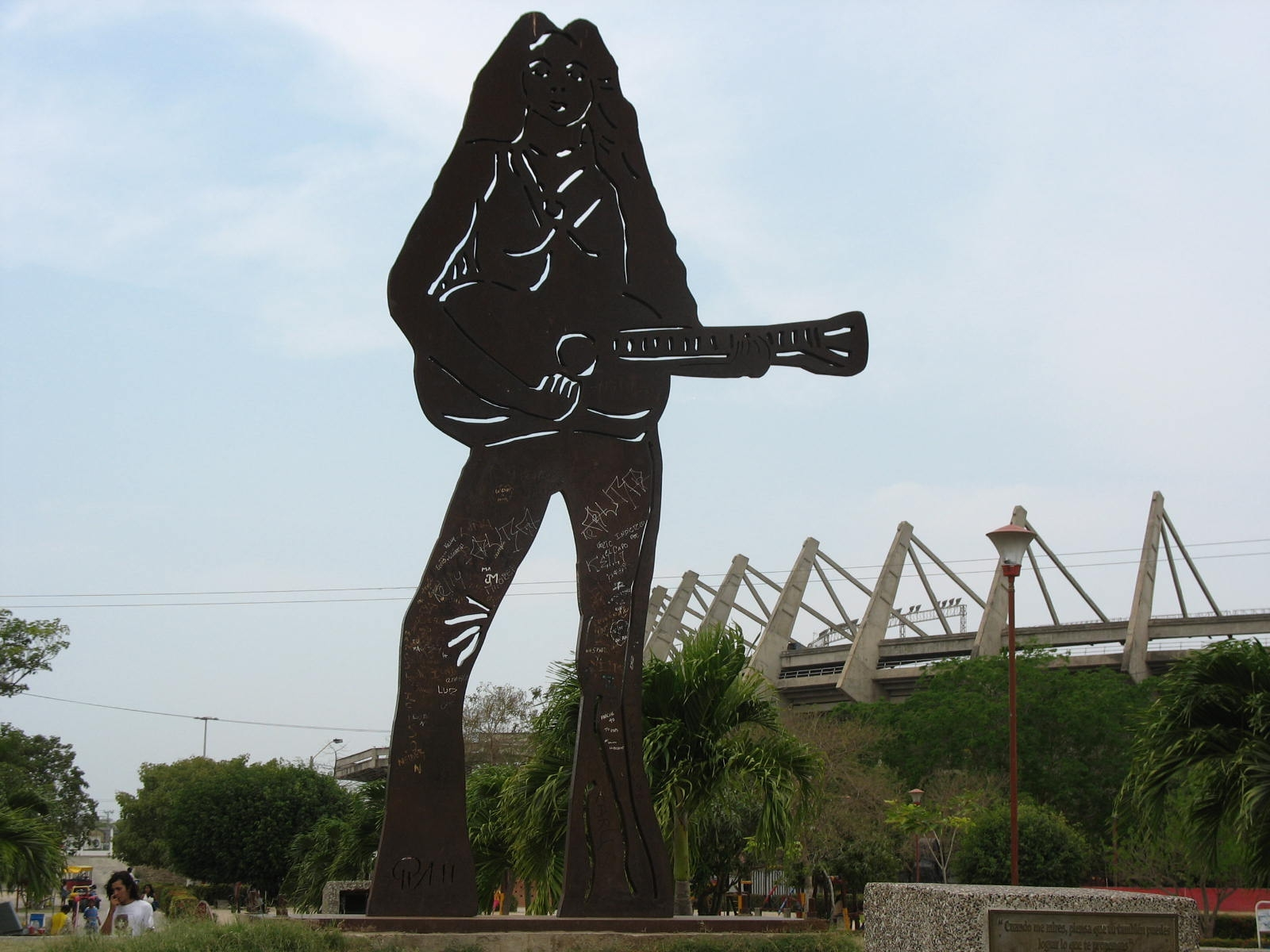
샤키라의 동상

샤키라는 콜롬비아인 아버지와 이탈리아계 스페인인 어머니 사이에서 태어났다. 그녀는 1977년 바랑키야에서 태어나 어렸을 때 가족과 함께 보고타로 이주했다. 그녀의 아버지는 전직 여성과 결혼했다. 여덟 명의 이복 형제가있었다. Shakira란 이름은 감사를 의미하며 중동 이름에서 파생되었으며, 두 번째 이름 Isabel은 스페인어 이름으로 신성한 나의 믿음을 의미하며, 세 번째 이름 Ripoll은 카탈로니아(스페인 지역)의 이름이다.
샤키라는 어린시절의 대부분을 카리브해 연안의 도시 바랑끼야에서 보냈다. 그녀는 4살때 크리스탈 장미라는 시를 썼고 커가면서 아버지의 타자기에 매료되어 시쓰기를 계속하였다. 이는 곧 노래로 이어졌다. 오토바이 사고로 인해 죽은 오빠를 애도하는 뜻으로 그의 어두운 안경이라는 노래를 작곡을 하는데 샤키라가 겨우 8살이 되던 해였다. 그녀의 어린시절을 보면 가수가 되는 건 천직이었다는게 여과없이 드러난다. 그녀의 아버지가 동네의 중동 레스토랑에 데려갔는데 그녀가 아랍전통 드럼인 둠벡의 소리를 듣고는 테이블 위에 올라가 춤을 췄고 레스토랑의 손님들의 열정적인 박수갈채를 받았다고 한다. 샤키라는 이 때부터 가수가 되려고 결심을 했다고 한다. 또한, 친구들과 선생님에게 노래불러 주기를 좋아했는데, 학교의 합창단에서는 그녀의 목소리가 너무 강하다는 이유로 퇴짜를 맞기도 했다. 합창단 선생님은 그녀에게 염소 소리같다 라는 망언을 퍼붓기도 했다.8살때, 아버지가 파산을 당했고, 집안의 물건들이 처분당하는 동안 LA에 있는 친척집에 살았다. 바랑끼야에 돌아오고 나서 집안의 물건들이 모두 팔려나간것에 엄청난 충격을 받았고 후에 샤키라의 아버지는 자기보다 더 상황이 안좋은 사람들도 있다는걸 보여주기 위해 지역의 한 공원에 있는 고아원에 데려갔다. 그곳에 있는 고아들을 보고 난 후 샤키라는 유명한 아티스트가 되어서 이런 아이들을 도와주기로 결심했다. 그녀는 혈통 탓인지 두 문화권의 음악 모두를 섭렵하며 음악적으로 풍족한 어린 시절을 보냈다. 동시에 레드제플린, 비틀즈, 너바나와 같은 영미 락앤롤밴드의 음악에 심취한 그녀는 다양한 음악적 자양분을 통해 서서히 자신만의 사운드 설계도를 그려나가기 시작했다.
13살, 그녀는 바랑끼야의 많은 행사에서 초대를 받았고 지역에서 유명세를 얻기 시작했다. 이 시기에 그녀는 지역 극장프로듀서 모니카 아리자를 만났다. 그녀는 샤키라에게 깊은 인상을 받았고 도움을 주기로 마음을 먹었다. 바랑끼야에서 보고타로 가는 비행기 안에서 아리자는 당시소니콜롬비아 기획자였던 바르가스에게 샤키라의 오디션을 제안했으며 그는 샤키라를 높이 평가했고 사무실로 돌아와서 샤키라의 녹음 테이프를 연출가에게 넘겼다. 그 연출가는 샤키라에게 감흥을 느끼지 못했지만 바르가스는 계속해서 샤키라에게 재능이 있다는 것을 설득시켰고 결국 보고타에서 오디션을 보기로 했다. 소니 오디션에서 샤키라는 세 곡을 불렀으며 당장 세 장의 앨범을 계약했다.

## 음악 활동

### 1990–1994: 초기 활동
샤키라는 13살때 소니 뮤직 콜롬비아와 레이블 계약을 체결했고, 데뷔 앨범 Magia 녹음을 했다. Magia는 샤키라가 8살때부터 만들어왔던 노래들이 담겨 있었으며, 팝 록, 발라드, 디스코 장르의 노래들로 구성되어있었다. 그러나, 미약한 환경으로 인해 제대로된 앨범을 만들 수는 없었다. 앨범은 1991년 6월 발매했고, 첫 싱글 "Magia" 이외에 다른 세 개의 싱글을 발표했다. 샤키라는 앨범 홍보를 위해 많은 라디오와 대중에 노출되었지만, 세계적으로 1,200장이 팔리는 상업적인 실패를 했다. Magia이 저조한 성적을 기록하자 레코드사는 샤키라에게 다음 앨범을 빨리 준비할 것을 촉구했다. 샤키라는 이 시기 콜롬비아 밖에서는 유명세를 얻지 못했지만, 1993년 4월 칠레의 비냐델마르 국제 노래 페스티벌에 초청되었다. 이 페스티벌에서 샤키라는 발라드 노래인 "Eres(You Are)"를 불러 3위 트로피를 받았고, 당시 한 표를 던진 심사위원이 바로 20대의 리키 마틴이었다.
샤키라의 두 번째 정규 앨범 Peligro는 1993년 3월 발매되었으나, 프로덕션 문제로 인해 별다른 반응을 얻어내지못했다. 앨범은 첫 앨범 Magia보다는 좋은 평은 받았지만, 샤키라의 광고 거부로 인해 상업적인 실패로 간주했다. 1994년부터는 샤키라가 고등학교 졸업을 위해 작업을 중단하고 휴식을 가졌다. 같은 해 샤키라는 1985년 콜롬비아 화산으로 인한 비극을 다룬 콜롬비아 TV 시리즈 "The Oasis"에 출연했다. 이후 샤키라는 더 많은 앨범들을 발매하지만, Magia와 Peligro는 샤키라의 공식적인 앨범으로 분류되지 않고 프로모션 앨범으로 간주되고있다.

### 1995–2000:Pies Descalzos과Dónde Están Los Ladrones?
샤키라는 1995년 발매된 컴필레이션 앨범 Nuestro Rock의 수록곡 "Dónde Estás Corazón?"(나중에는 Pies Descalzos에 수록됨)을 콜롬비아 레코드를 통해 발매했다. 1995년, 그녀는 그녀의 음반에 자신이 본격적으로 참여하기를 원했으며 락앤롤 리듬과 아랍사운드에 주력하며 절치부심끝에 발매된 Pies,Descalzos(맨발)은 라틴아메리카와 스페인을 강타했다. 싱글 Estoy Aqui 의 성공이후 5개의 싱글을 더 발매했고 모두 성공적이었다. Pies, Descalzos(맨발)는 8개의 나라에서 1위를 했고 미국에선 플래티넘 인증을 받았다.
1997년 리믹스 앨범인 The Remixes 의 발표 즈음에 그는 글로리아 에스테판의 남편이자 탁월한 비즈니스맨인 에밀리오 에스테판과 매니저 계약을 체결하게 되었고, 월드 스타가되기 위한 시금석을마련했다. 이후 등장한 작품 Donde Esta Los Ladrones?(도둑들은 다 어디에?)는 빌보드 라틴 앨범 차트 1위를 무려 11주간 수성, 마이애미에선 하루만에 30만장이 팔리는 쾌거를 이룩하면서 샤키라 시대의 개막 축포를 터뜨렸다. 샤키라는 금세 뉴 밀레니엄 라틴 뮤직을 견인할 최고의 뮤지션으로 스포트라이트를 독점할 수 있었다. 모두 라틴과 록, 중동풍 사운드의 트로이카적 조화를 일궈낸 덕분이었다. Ciega Sordomuda, Inevitable, Tu 등의 라틴 락적 요소의 노래를 통해 스페인어권 대중들의 지지를, 아라빅 사운드에 벨리댄스를 도입한 "Ojos Asi"를 통해 전 세계인들의 관심을 끌며 벨리댄스의 갑작스런 전 세계적인 유행을 가져온 장본인이기도 했다. 또한 2000년에 발매한 라이브 앨범 "MTV Unplugged"에서 라틴그래미 2개 부문, 그래미 1개부문의 트로피를 석권하며 미국 진출의 초석을 밟았다.

### 2001–04: 세계적인 성공Laundry Service
샤키라는 MTV Unplugged이후 본격적인 세계시장 진출을 위해 영어 앨범을 준비한다. 당시 세계에서 꽃을 피우던 라틴음악이 점차 수그러 들때 쯤이었지만 미국 내의 히스패닉의 비율이 흑인을 따라잡은 시기였고 샤키라는 이미 미국에서 어느 정도의 인지도를 가지고 있었기 때문에 그녀의 미국 진출은 비나 원더걸스같이 필사적으로 돌파구를 찾아야 될 만큼 어려운 일은 아니었다. 샤키라는 영어앨범을 위해 1년을 준비했는데 창조적이고 특출난 작사가이기도 했던 그녀에게 또 다른 새로운 언어로 가사를 쓰는 게 쉬운 일은 아니었다고 한다.
2001년 10월 드디어 샤키라는 Whenever,Wherever를 리드싱글로 발매했고, 전 세계적으로 엄청난 히트를 하게 된다. 얼마 후, 11월 13일 세계시장 데뷔앨범인 Laundry Service가 드디어 발매된다. 미국에서 3위로 데뷔를 하였고 7개의 싱글이 발매될 정도로 이 앨범은 샤키라 데뷔 이래 가장 성공을 거두는 앨범이 되었다. 그 단적인 예로서 당대 최고의 스타들만 찍는다는 펩시와 계약을 맺기도 했다. 2002년 4월에는 MTV Icon에서 에어로스미스의 Dude looks like a lady를 에어로스미스앞에서 불렀고, 쉐어, 셀린디옹, 메리 제이 블라이즈,아나스타샤와 함께 VH1 DIVAS에 출연하였다. MTV 비디오 뮤직 어워드에서 Wherever, Wherever의 뮤직비디오로 국제시청자인기 뮤직비디오상을 수상하였고 Latin Grammy Award에서 뮤직비디오상, MTV VMA Latin America에서 최고여성아티스트, 최고 팝 아티스트, 최고아티스트(북중미), 올해의 비디오, 올해의 아티스트상을 석권하였다. 이에 탄력을 받아 2002년 11월, 스페인어로 된 베스트 앨범 Grande Exitos를 발매하였고 120만명의 관객을 동원한 Tour of The Mongoose의 DVD또한 발매하였다. Laundry Service는 2002년 유럽내 4개의 플래티넘을 기록하였고 미국내에서 트리플 플래티넘 인증을 받는등 1300만장이 넘는 앨범 판매고를 올렸다.

### 2005–08:Fijación Oral Vol. 1과Oral Fixation Vol. 2

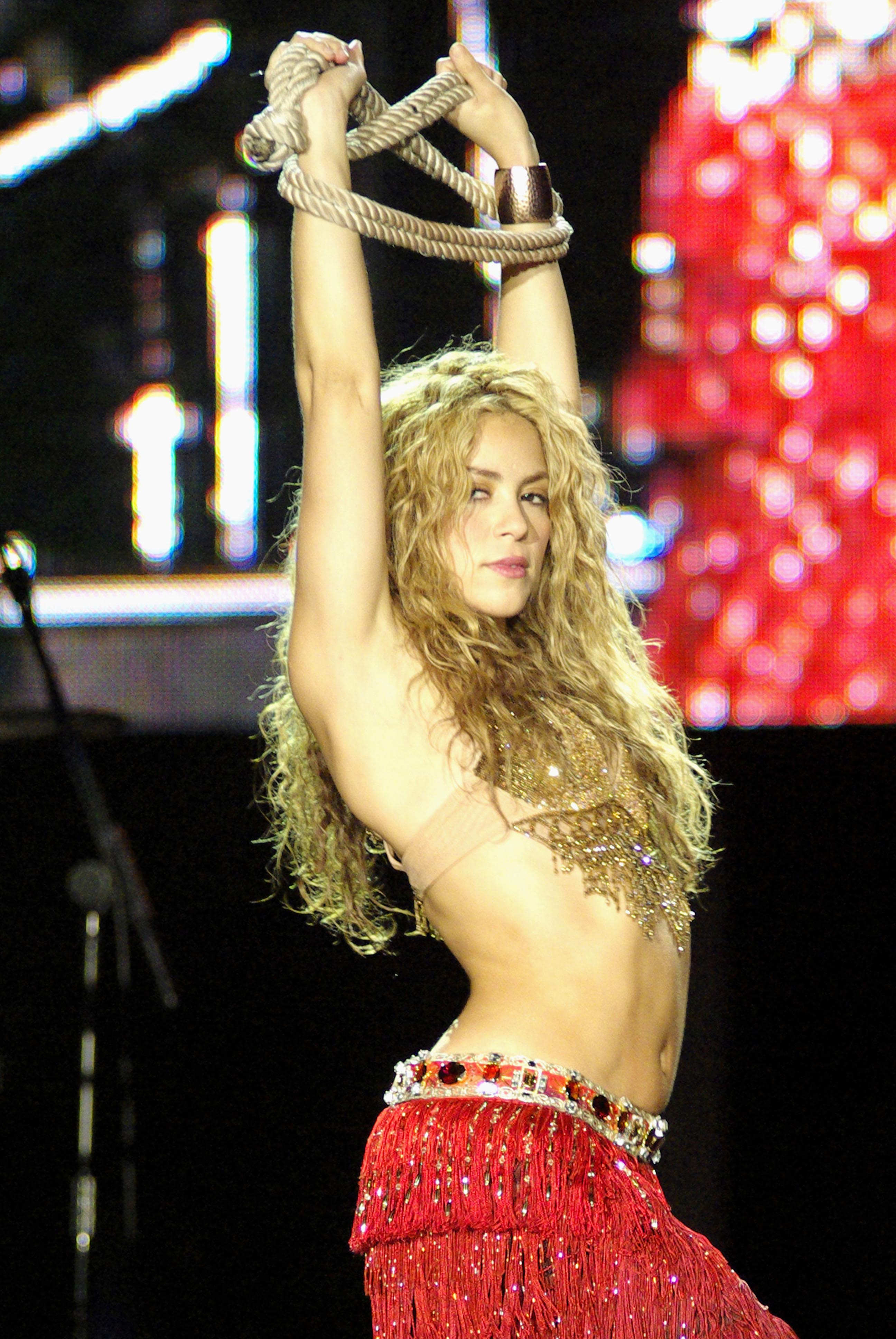
2008년 브라질 리오 콘서트에서 공연중인 샤키라

Tour of the Mongoose 투어 이후, 샤키라는 2년동안 스포트라이트로부터 떨어져 있었다. 팬들의 애간장을 다 녹이고 나서야 2005년 초에 오랄픽세이션 프로젝트를 발표했다. 첫 앨범은 스페인어 앨범이었는데,리드싱글로 스페인의 국민가수 알레한드로 산즈와의 듀엣곡 La Tortura가 4월에 발매가 되었고 빌보드 23위, 빌보드핫라틴트랙차트 25주동안 1위를 거머쥐는 등 스페인어곡으로는 경이적인 인기를 끌었고 MTV VMA에서 처음으로 스페인어곡으로 퍼포먼스를 하는 가수의 영예를 얻었다. 오랄 픽세이션의 첫 번째 시리즈인 Fijacion Oral Vol.1은 2005년 6월에 발매되었다. 미국내 첫주 판매량 15만장으로 4위에 올랐는데 이는 빌보드 역사상 가장 높은 스페인어앨범의 데뷔 성적으로 남는다. 한편, 라틴아메리카에서는 그야말로 총체적 난국이었다. 발매당일 베네수엘라에서는 플래티넘, 콜롬비아에선 트리플플래티넘, 멕시코에서는 매진까지 되는 상황이 발생했고 3일만에 100만장을 팔아치우는 쾌거를 이뤄냈다. La tortura를 이어서 No(US Latin #11), Dia De Enero(Colombia #1) , La Pared(Spain #1), Las de la Intuicion(Spain, Argentina #1)이 발매되었다. 샤키라는 이 앨범으로 인해 그래미시상식에서 '베스트라틴 록/얼터너티브 앨범'을 수상하였고 라틴그래미시상식에서는 '올해의 레코드', '올해의 노래', '올해의 앨범', '베스트 팝 보컬앨범' 등4개부문을 석권하였고 Oral Fijacion Vol.1은 4백만장이 넘는 앨범 판매고를 기록한다.
2005년 11월 29일, 이러한 라틴 앨범의 성공에 힘입어 오랄픽세이션 시리즈의 두 번째인 Oral Fixation Vol.2를 발매했다. 리드싱글은 Don't Bother로 세계의 대중들에게 본격적인 락스피릿의 샤키라를 보여주지만 흥행에는 실패하고 만다. 항상 정열적이고 라틴느낌이 물씬나는 노래를 리드싱글로 들고나온데에 비해 진지하고 슬픈 팝락을 리드싱글로 들고온 샤키라에 대해 대중들은 적응이 힘들었던 탓일까, 이 싱글은 빌보드 42위에 그치고 만다. 그러나 운명적으로 아이티인래퍼이자 천재적인 프로듀스인 와이클레프진과 두 번째 싱글을 작업 하게 된다. 마침내 역사에 남겨질 21세기 최대의 히트곡 Hips Don't Lie가 탄생하게 된다. 이 노래는 샤키라의 첫 빌보드1위 곡이 된 것을 포함해 55개국(비공식차트포함)에서 1위를 거머쥐는 대기록을 세우게 된다. Hips Don't Lie는 리믹스버전으로 2006년 독일 월드컵의 공식 주제가로도 참여, 결승전 축하공연을 하면서 열풍은 더욱 커져갔다. 샤키라는 2006년 VMA에서 7개부문의 후보로 오르는등 최고의 안무 뮤직비디오 상을 수상, 그래미상식에서도 공연을 하는 등 발매된지 한참 지났음에도 불구하고 그 열기는 오래갔다. 샤키라는 2006년 6월, 그녀의 4번째 장기간 투어 Oral Fixation Tour를 시작한다. 멕시코에서는 그녀를 보기위해 21만명이 운집하기도 하였고 이는 멕시코 기네스에도 오르게된다. 2006년 6월 14일부터 2007년 7월 9일까지 장장 1년이 넘게 125번의 공연 5개 대륙( 미국, 유럽, 남미는 물론 중동과 이집트, 인도, 터키)에서 250만명의 관객을 동원했으며 천억이 넘는 수익을 기록하면서 명실상부 당대 최고의 여가수를 입증하는 투어가 되었다.

### 2009–현재:She Wolf와Sale el Sol

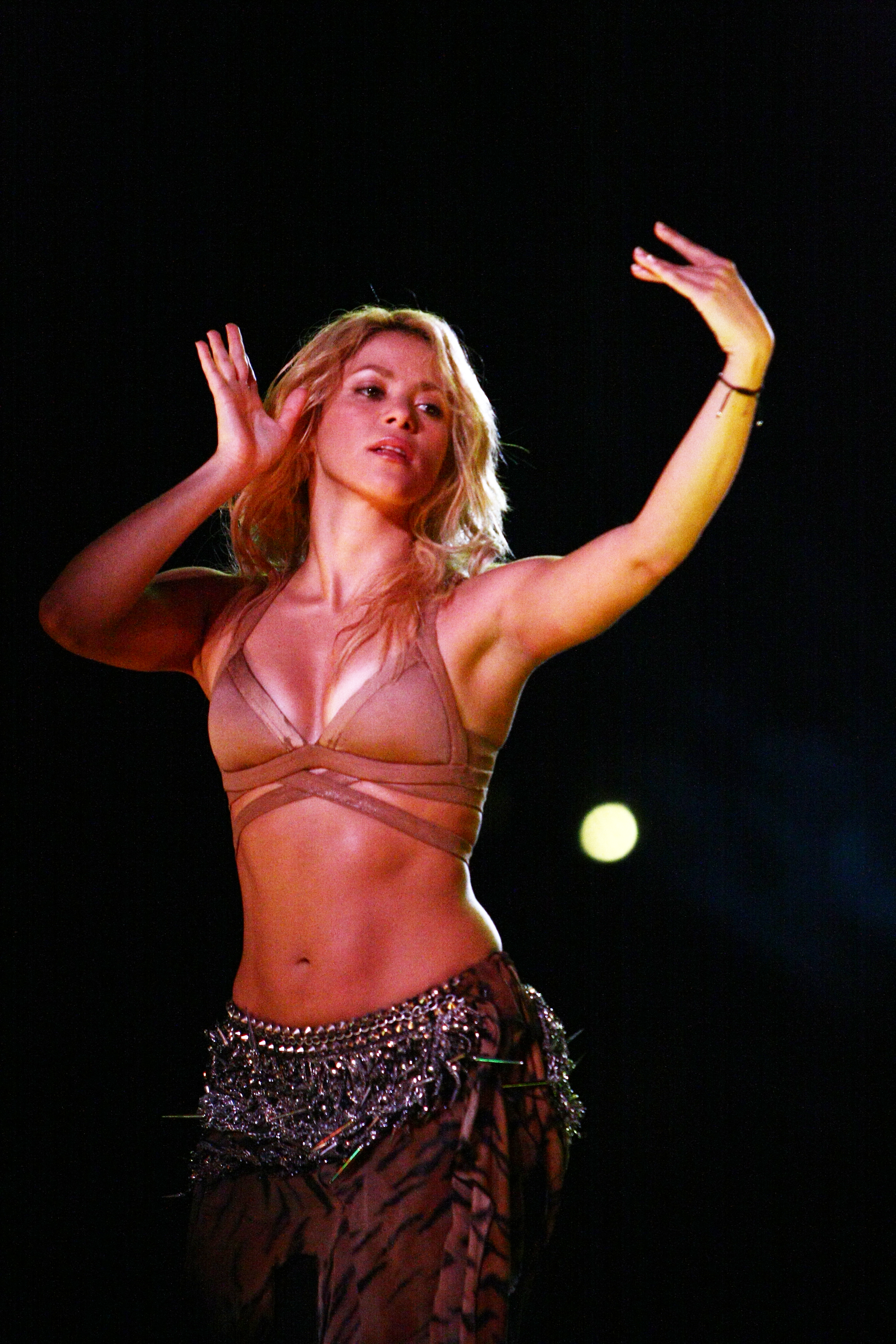
2011년 9월, 록 인 리오 페스티벌에서 공연을 펼치는 샤키라

2009년 7월 13일 샤키라는 여섯 번째 정규 앨범의 리드 싱글 "She Wolf"를 발매했다. 이 노래는 존 힐과 샘 에디콧 그리고 샤키라가 직접 참여해 만들었다. 이 노래는 스페인어 버전에선 "Loba"라는 제목으로 발매되었다. 이 싱글은 세계적으로 성공을 했는데, 빌보드 핫 100에선 11위에 올랐고, 라틴 아메리카에서 1위를 차지했다. 이외에 영국, 스페인, 프랑스, 독일 등 13개 나라에서 5위권 진입을 했다. 이후 2009년 6월 샤키라는 공식 웹사이트를 통해 "새로운 정규 음반 She Wolf는 2009년 10월 에픽 레코드를 통해 발매될 예정이며, 주로 영어 노래들이 수록되어있다"고 발표했다. 또한 2010년에는 스페인어 앨범이 발매될 예정이라고 밝혔다. She Wolf는 샤키라의 말대로 2009년 10월 발매되었고 비평가들에게 주로 긍정적인 평가를 받았지만, 발매 첫 주 미국에서 89,000만 장을 팔아 빌보드 200 15위에 올랐다. 미국에서 이 앨범은 총 50만 장을 팔았고, 세계적으로는 200만 장의 판매고를 올렸다.
10살 연하의 스페인의 축구 선수인 제라르드 피케와 교제하며 두 아들을 낳았으나, 2022년 피케가 12살 연하의 여성과 외도한 것을 알게 되어 결국 결별하게 되었다.

## 음반 목록
- Magia (1991)
- Peligro (1993)
- Pies Descalzos (1995)
- Dónde Están los Ladrones? (1998)
- Laundry Service (2001)
- Fijación Oral, Vol. 1 (2005)
- Oral Fixation, Vol. 2 (2005)
- She Wolf (2009)
- Sale el Sol (2010)
- Shakira (2014)
- El Dorado (2017)
- Las Mujeres Ya No Lloran (2024)

## 콘서트 투어
- 1996–1997: Tour Pies Descalzos
- 2000: Tour Anfibio
- 2002–2003: Tour of the Mongoose
- 2006–2007: Oral Fixation Tour
- 2010–2011: The Sun Comes Out World Tour

## 같이 보기
- 가장 많은 음반을 판 음악가 목록
- 빌보드 소셜 50